# Vuelo 301 de CAAC

Mapa de asientos

El vuelo 301 de CAAC, un Hawker Siddeley Trident que operaba un vuelo del aeropuerto de Guangzhou Baiyun al aeropuerto de Hong Kong Kai Tak, se salió de pista en Hong Kong el 31 de agosto de 1988 tras derribar varias de las luces de aproximación. Seis miembros de la tripulación y un pasajero fallecieron.  El accidente provocó el cierre del aeropuerto Kai Tak durante más de seis horas.

## Avión
El avión implicado era un Hawker Siddeley Trident 2E de fabricación británica, motorizado por tres Rolls-Royce Spey 512-5W, el primer vuelo del avión fue en 1973, acumulando en el momento del accidente 14.332 horas, C/n /msn 2159.  Portaba el registro B-2218.

## Secuencia del accidente
Mientras se encontraba en aproximación final al aeropuerto Kai Tak, con una visibilidad de 450 metros (1476,4 pies) por lluvia, el ala derecha del Hawker Siddeley Trident que operaba el vuelo derribó varias luces de aproximación de la pista de aterrizaje 31 y la ruedas del tren de aterrizaje principal impactaron en el promontorio de la pista, provocando que el tren principal derecho se separase del ala. El avión entonces volvió al aire e impactó contra la pista 600 metros más lejos. El avión se desvió entonces a la derecha y cruzó en diagonal la franja de hierba que la rodeaba. El tren principal izquierdo y de morro se colapsaron y el avión se deslizó por la calle de rodaje paralela y acabó en la Bahía Kowloon.
La cabina se partió mientras el resto del avión quedó intacto.

## Pasajeros
De los 89 ocupantes del avión, siete murieron y quince personas más sufrieron algún tipo de lesión. De los muertos, seis eran miembros de la tripulación y uno era un pasajero de Hong Kong que murió a causa de sus lesiones en el hospital. Los miembros de la tripulación que fallecieron se encontraban en la parte frontal del avión. Tres miembros de la tripulación, todos chinos, sufrieron lesiones a las cuales sobrevivieron. De los doce pasajeros americanos, dos recibieron algún tipo de lesión. Siete pasajeros de Hong Kong, dos taiwaneses, y un francés sufrieron lesiones. Uno de los pasajeros lesionados era chino-americano.

## Investigación
"Debido a la limitada evidencia disponible no fue posible determinar la causa del accidente. El informe concluye que la aproximación final se hizo de un modo inestable, y la cizalladura pudo haber sido un factor contribuyente. La desviación final por debajo del patrón de aproximación normal fue probablemente debido a una reducción y distorsión repentina de la referencia visual a causada de las intensas precipitaciones."